# Ghale-je Amir
Ghale-je Amir (perski: قلعه امير) – miejscowość w Iranie, w ostanie Isfahan. W 2006 roku liczyła 1592 mieszkańców w 419 rodzinach.